# Derby della Capitale
A Derby della Capitale (magyarul Fővárosi derbi) vagy más néven il Derby Capitolino illetve Derby del Cupolone két római olasz csapat, az AS Roma és a Lazio egymás elleni mérkőzése. Az egyik legnagyobb figyelemmel kísért mérkőzés ez az országban a milánói Derby della Madonnina valamint a torinói Derby della Mole mellett.

## Történelem
Az AS Romát 1927-ben három csapat egyesülésének következtében alapították, Italio Foschi kezdeményezésére. A fasiszta diktátor Benito Mussolini célja volt, hogy létrehozzon egy egységes római csapatot, amely képes megdönteni az északi klubok egyeduralmát. A fasiszta hadvezér, Giorgo Vaccaro hatásának köszönhetően a Lazio volt az egyetlen római sportcsapat, amely ellenállt az egyesülésnek, ezzel már kezdeti időkben megalapozva a két római csapat rivalizálását.
A Lazio csapatát Prati szomszédságában alapították, 1900-ban az AS Roma alapítása előtt 27 évvel. A csapat kezdetben a Rondinella pályán játszott, a Parioli városnegyedben. Az AS Roma eleinte a Motovelodromo Appio-ban játszott és az első győzelmét a magyar Újpest FC csapata ellen aratta, 1927 július 17-én. Majd miután 2 évnyi építkezés után elkészült az új stadion, Testaccio városnegyedbe költözött és az itteni stadionban játszott 1940-ig.
A két csapat közös stadionja, a Stadio Olimpico 1932-ben épült meg, de a csapatok csak 1953 óta játszanak itt. A stadion északi részén (Curva Nord) hagyományosan a Lazio szurkolók foglalnak helyet, míg a stadion déli része (Curva Sud) a Roma szurkolóké. A sfottó néven ismert ironikus megjegyzések, amelyek két rajongói csoport eredetére összpontosítanak, hagyományos módszer az ugratásra a Lazio és Roma rajongói tábora között.
Az AS Roma csapatának színe sárga és piros, címerében a Romulust és Remust szoptató nőstényfarkas látható. A Lazio színe fehér és világoskék, címerében a római légiót jelképező sas látható.

## Futball rivalizálás
1933-ban a legnagyobb különbség alakult ki a két csapat között, a meccset az AS Roma 5-0-ra nyerte.
1979-ben, egy Lazio szurkolót Vincezno Paparelli-t, a stadion másik végéből egy AS Roma szurkoló által kilőtt petárda szemen találta, ami a drukker halálát okozta. Ez volt az első tragédia az olasz futballban, ami erőszakhoz köthető.
2000 december 17-én, a Lazio játékos Paolo Negro öngólt vétett, ami az AS Roma 1-0-ás győzelmét eredményezte. A szezon végén az AS Roma bajnok lett, a Lazio pedig harmadik. Negro-t az AS Roma szurkolók a mai napig gúnyolják az öngólja miatt.
2004 március 21-én a derbi második félideje elején a mérkőzés félbeszakadt, mert zavargás tört ki a nézőtéren. A meccset Adriano Galliani, a Lega Nazionale Professionisti elnökének utasítására felfüggesztették. A zavargás azzal kezdődött, hogy egy olyan pletyka kapott szárnyra a lelátón, miszerint egy fiút halálra gázolt egy rendőrautó a stadion előtt. A hátsó sorban ülők láttak is egy testet fehér papírral lefedve. Később az orvosok elmagyarázták, hogy a fiúnak légzési nehézségei vannak, amit veszélyesen súlyosbít a könnygázzal teli levegő, ezért a lapot szűrőként használták. A rendőrség tagadása stadion hangszóróin terjedt, de ez nem volt képes minden kétséget elhárítani. Francesco Totti az AS Roma kapitánya kérte, hogy fújják le a meccset és halasszák el, ami Galliani elnök szavára megtörtént. Ezután az utcákon folytatódtak a zavargások, ami 13 ember letartóztatását és 170 rendőr sérülését okozta. A meccset, pontosan egy hónappal később, április 21-én játszották újra, 1-1-es döntetlen született, zavargások nélkül.
2013 május 26-án a Coppa Italia döntőjében találkozott a két csapat, a mérkőzést a Lazio nyerte 1-0-ra Senad Lulic góljával.
2015 január 25-én, Francesco Totti a 40-dik derbijét játszotta és a 2-2-re végződő összecsapáson az AS Roma mindkét gólját ő szerezte, amivel a derbik legeredményesebb játékosává vált. Gólját egy szelfi készítésével ünnepelte a Roma szurkolói előtt.
2016 december 4-én a Roma zsinórban negyedszer győzte le a Lazio csapatát és 7 meccsre nyújtott veretlenségi szériáját a 0-2-es idegenbeli győzelmével. A meccs azonban arról marad emlékezetes, hogy Danilo Cataldi-t a Lazio játékosát kiállították, amiért megragadta Roma játékosát Kevin Strootman-t, miután Strootman egy vizespalack tartalmát öntötte az arcába a vezető gól megszerzése után. Strootman a mérkőzés után 2 meccses, míg Senad Lulic a Lazio játékosa 20 napos eltiltást kapott, Antonio Rüdiger sértegetéséért.

## Kulturális rivalizálás
Az egész országban érzékelhető odaadó regionalizmus az egyik oka annak, hogy a derbi még fontosabbá, felfokozottabb hangulatúvá válik. A szurkolók a két klub közötti harcnak tekintik, hogy melyik klub képviselje a várost az ország többi részén. Ezt részben táplálja az a tény, hogy az olasz labdarúgást többnyire három Észak-olaszországi klub uralja, a torinói Juventus, valamint a milánói AC Milan és Internazinonale.
A római derbiken számos alkalommal jelennek meg kinyilatkoztatások a rajongói bázisok politikai nézeteivel kapcsolatban. A Lazio ultráinak egy kisebb része szvasztikákat és fasiszta szimbólumokat használt a zászlóin és a derbik során többször is mutattak rasszista viselkedést. A legkomolyabb ilyen szurkolói megnyilvánulásra az 1998-99-es szezonban került sor, amikor a Lazio szurkolók a stadion északi sarkában egy 50 méteres logót helyeztek el, az alábbi felirattal: „Auschwitz a városod és a sütő a házad.” A Roma színes bőrű játékosai gyakran szembesülnek rasszista megjegyzésekkel és sértő magatartással.
2015-ben a Roma és Lazio szurkolók közösen bojkottálták a Roma 1-0-s győzelmét, a Stadio Olimpico-ban bevezetett új biztonsági intézkedések miatt, amik műanyag üvegfalak felállításáról szóltak, a Curva Sud és Curva Nord területén egyaránt. Mindkét tábor folytatta a tiltakozást a szezon hátralevő részében.
2017-ben a Lazio rajongók antiszemita matricákat (Anne Frank Roma mezben) és graffitit helyeztek el a Stadio Olimpico-ban. 2017 április 30-án a Lazio 3-1-re legyőzte az AS Romát, majd négy nappal később a Lazio ultrái Roma mezes bábukat lógattak le a Colosseum közelében fekvő gyalogos járdáról. A bábuk mellett egy felirat is látható volt, amin ez állt: "figyelmeztetés támadás nélkül..aludj felkapcsolt lámpánál!"

## Az örökranglista
| Sorozat             | Meccs | Roma győzelem | Döntetlen | Lazio győzelem |
| ------------------- | ----- | ------------- | --------- | -------------- |
| Olasz bajnokság     | 153   | 55            | 59        | 39             |
| Olasz kupa          | 20    | 10            | 3         | 7              |
| Barátságos mérkőzés | 16    | 6             | 3         | 7              |
| Össz.               | 189   | 71            | 65        | 53             |

Egyéb híresebb városi vagy regionális rangadók:
Olaszország:
- Internazionale–AC Milan (Milánó)
- Juventus–Torino (Torino)
- US Palermo-Catania Calcio (Szicília)
- Chievo Verona-Hellas Verona (Verona)

Anglia:
- Manchester United–Manchester City (Manchester)
- Liverpool–Everton (Liverpool)
- Arsenal–Tottenham (London)

Spanyolország:
- Barcelona–Espanyol (Barcelona)
- Real Madrid–Atlético Madrid (Madrid)
- Real Betis–Sevilla (Sevilla)
- Valencia CF-Levante UD (Valencia)

Skócia:
- Celtic–Rangers (Glasgow)

Portugália:
- Sporting CP–SL Benfica (Lisszabon)